# 龍運巴士E31線
龍運巴士E31線是香港新界一條來往荃灣（愉景新城）及東涌（逸東邨）的巴士路線，途經長安邨、青衣西路、青嶼幹線、東涌市中心及滿東邨。本線與其他全日E線巴士不同之處是本線與E21A、E21B﹑E32A及E36A線均不經機場。

## 歷史
- 1997年5月22日：隨青嶼幹線通車而投入服務，為龍運巴士首條巴士路線，同時是離島區首條以新界區為對外總站的專利巴士路線，亦是北大嶼山首兩條對外專利巴士路線之一（另一條為城巴E21線），更是自1965年11月1日九巴撤出大嶼山後，九巴集團（現稱載通國際）旗下公司首條大嶼山專利巴士路線，不過是由九巴的姊妹公司龍運巴士有限公司營運。初時往返舊荃灣碼頭（臨時巴士總站）及東涌市中心。當時青嶼幹線相當新鮮，大量市民為了一嘗乘車經過一條耗資70億元的青嶼幹線，又可以到東涌轉乘嶼巴前往大嶼山其他地區遊玩，導致客量相當高，甚至需要開辦一條循環觀光路線X31疏導，九巴亦需要外借巴士予龍運於本線應急。假日部份時間繞經東涌碼頭（現稱東涌新發展碼頭），以接駁東涌至大澳渡輪。
- 1998年2月2日：因東涌至大澳渡輪停辦，來回程不再繞經東涌碼頭。
- 1998年7月6日：本線改以荃灣愉景新城為總站。
- 2001年4月1日：本線延長至東涌西的逸東邨。
- 2002年10月21日：本線來回程繞經東涌北，服務整個東涌區。
- 2008年6月8日及2011年5月15日：龍運巴士調整票價，盡加之餘，亦不看齊城巴的同類路線分段收費（$3.6(龍)→$3.5(城)）。
- 2015年3月21日：增設到站時間預報。[1]
- 2016年4月6日：往愉景新城方向，新增「迎禧路」分站。
- 2016年4月6日：配合迎東邨入伙，實施以下改動：
  - 增設兩班特快班次由逸東邨開出，不經東涌北前往愉景新城，開出時間為星期一至五07:10及07:40；
  - 每日08:00起由逸東邨開出及09:15起由愉景新城開出之班次，繞經迎東路並加停「昇薈」及「迎東邨」兩站。
- 2017年9月17日：往逸東邨方向，新增「東環」分站。
- 2018年2月9日：因客量不高，本線改派2輛單層巴士（SE103／VB8250、SE104／VB6911）取代2輛雙層巴士（8415／PD6334、8426／PG586）行走，同時削減班次。
- 2019年2月2日：來回程繞經滿東邨而不再繞經東涌北，從而間接削減東涌北來往青衣的公共交通服務，而荃灣來往東涌北方向，將以E32A線取代，至於由東涌北來往逸東邨的乘客需改乘坐龍運巴士E36A線、新大嶼山巴士37線、37H線或城巴E21A線。
- 2021年5月8日：增設與新大嶼山巴士3M、11及23線的八達通轉乘優惠，原定試行六個月，其後延長至2022年10月31日。

## 服務時間及班次
| 荃灣（愉景新城）開   | 荃灣（愉景新城）開 | 荃灣（愉景新城）開 | 東涌（逸東邨）開     | 東涌（逸東邨）開 | 東涌（逸東邨）開 |
| 日期                 | 服務時間           | 班次（分鐘）       | 日期                 | 服務時間         | 班次（分鐘）     |
| -------------------- | ------------------ | ------------------ | -------------------- | ---------------- | ---------------- |
| 星期一至五           | 05:35-09:20        | 25                 | 星期一至五           | 05:30-06:30      | 15               |
| 星期一至五           | 09:20-17:00        | 20                 | 星期一至五           | 06:30-07:30      | 12               |
| 星期一至五           | 17:00-18:00        | 15                 | 星期一至五           | 07:30-08:00      | 15               |
| 星期一至五           | 18:00-00:00        | 20                 | 星期一至五           | 08:00-00:00      | 20               |
| 星期六、日及公眾假期 | 05:35-06:50        | 25                 | 星期六、日及公眾假期 | 05:30-23:10      | 20               |
| 星期六、日及公眾假期 | 06:50-23:10        | 20                 | 星期六、日及公眾假期 | 23:10-00:00      | 25               |
| 星期六、日及公眾假期 | 23:10-00:00        | 25                 |                      |                  |                  |

## 收費
全程：$11.2
- 過北大嶼山公路後往逸東邨：$3.8
- 青華苑往愉景新城：$6.7

| - 本線設有12歲以下小童及65歲或以上長者半價優惠。 - 65歲或以上香港居民使用「樂悠咭」，以及12歲以下合資格殘疾兒童使用「殘疾人士身份」個人八達通繳付車資，均可享有每程$2.0或半價（以較低者為準）的票價優惠；12至64歲合資格殘疾人士使用「殘疾人士身份」個人八達通（包括「樂悠咭」），以及60至64歲香港居民使用「樂悠咭」繳付車資，均可享有每程$2.0或全費（以較低者為準）的票價優惠。 - 65歲或以上長者如使用長者或一般個人八達通繳付車資，則只可享有半價優惠；12至64歲合資格殘疾人士如不使用「殘疾人士身份」個人八達通，以及60至64歲人士如不使用「樂悠咭」繳付車資，必須繳付全費。 - 乘客可以現金或八達通於上車時付款，不設找續。 - 每位成人乘客可免費攜帶最多兩名4歲以下而不佔座位的兒童乘客乘車，超額之4歲以下小童必須繳付小童車費乘車。 - 持有「九巴月票」之乘客在車票有效期內，每日可享最多10程任何九龍巴士及龍運巴士路線（包括本路線，以及聯營路線的九龍巴士／龍運巴士提供的班次；惟乘搭機場「A」及「NA」線則可享原價二七折優惠（不會計算每天10次合資格車程））；而B1線則每日可享最多各2程（不會計算每天10次合資格車程）。 - 九龍巴士、城巴、龍運巴士及陽光巴士全職員工及家屬（不包括外判職員）可免費乘搭本路線，惟必須拍職員或職員家屬八達通。 - 乘客亦可透過多元化電子支付系統（e度嘟）繳付車資，包括使用非接觸式VISA卡、JCB卡、萬事達卡、銀聯卡、美國運通、大來國際、Discover Card、Apple Pay、Google Pay、Samsung Pay、AlipayHK「易乘碼」、支付寶、WeChatHK／微信支付「搭車碼」、銀聯雲閃付「乘車碼」及BOC Pay「乘車碼」。乘客使用此付款方式，使用此支付方式的乘客可享有中途下車之分段收費，以及與其他九巴／龍運獨營路線或聯營線九巴／龍運班次之轉乘優惠，惟不適用於與非九巴／龍運路線之轉乘優惠，亦不能享有「公共交通費用補貼計劃」及「長者及合資格殘疾人士公共交通票價優惠計劃」。 - 此路線接受以非接觸式Visa、萬事達卡、銀聯卡、Apple Pay、Google Pay、Samsung Pay、AlipayHK「易乘碼」及銀聯雲閃付「乘車碼」繳付車資。使用此等付款方式將只可享有其他同樣接受此付款方式的路線的轉乘優惠，亦不能受惠於劃一$2票價優惠及公共交通費用補貼計劃。 |

### 八達通轉乘優惠
乘客登上本線後指定時間內以同一張八達通卡轉乘以下路線，或從以下路線登車後指定時間內以同一張八達通卡轉乘本線，次程可獲車資折扣優惠：
（為鼓勵往返機場乘客使用A31，E31與E32往返機場沒有轉乘優惠）
E31←→龍運A線及E線，於青嶼幹線轉車站轉乘
- E31往東涌 → A31、A41、A41P、A43、E31、E36P、E41或E42往機場，回贈首程車資，轉乘時限為150分鐘
- A31、A41、A41P、A43、E31、E36P、E41或E42往市區 → E31往荃灣，次程車資全免，轉乘時限為90分鐘

E31←→龍運E33/E33P/E36/E37線，於東涌市中心轉乘
- E31往荃灣 → E33、E33P、E36或E37往新界西北，回贈首程車資，轉乘時限為90分鐘
- E33、E33P、E36或E37往機場 → E31往逸東邨，次程車資全免，轉乘時限為120分鐘

此優惠不能與「E36互相轉乘B1」的八達通轉乘優惠同時使用。
E31←→R8，於青嶼幹線轉車站轉乘，次程可獲$1折扣優惠
- E31任何方向 → R8往迪士尼樂園，轉乘時限為120分鐘
- R8往青嶼幹線轉車站 → E31任何方向，轉乘時限為60分鐘

E31←→九巴290/290A/290E/290X線，次程可獲$5折扣優惠，轉乘時限為150分鐘
- E31往荃灣 → 九巴290/290A/290E/290X往將軍澳
- 九巴290/290A/290E/290X往荃灣 → E31往東涌

E31←→九巴33/40/41A/42C/44/934/934A/X42P線，次程可獲$5折扣優惠，轉乘時限為120分鐘
- E31往荃灣 → 九巴33/40/41A/42C/44/934/934A/X42P往九龍/港島
- 九巴33/40/41A/42C/44/934/934A往青衣/荃灣 → E31往東涌

E31←→嶼巴3M、11、23、37、38系，次程可獲$1折扣優惠
- E31往東涌 → 嶼巴3M、11、23往南大嶼山、37任何方向或38/38P往逸東邨，轉乘時限為150分鐘
- 嶼巴3M、11、23往東涌、37任何方向或38/38P往東涌站 → E31往荃灣，轉乘時限為90分鐘

E31←→城巴S52，次程可獲$0.5折扣優惠
- E31往東涌 → S52往飛機維修區，轉乘時限為150分鐘
- S52往逸東邨 → E31往荃灣，轉乘時限為90分鐘

## 使用車輛
現時E31使用11輛巴士行走。

## 行車路線

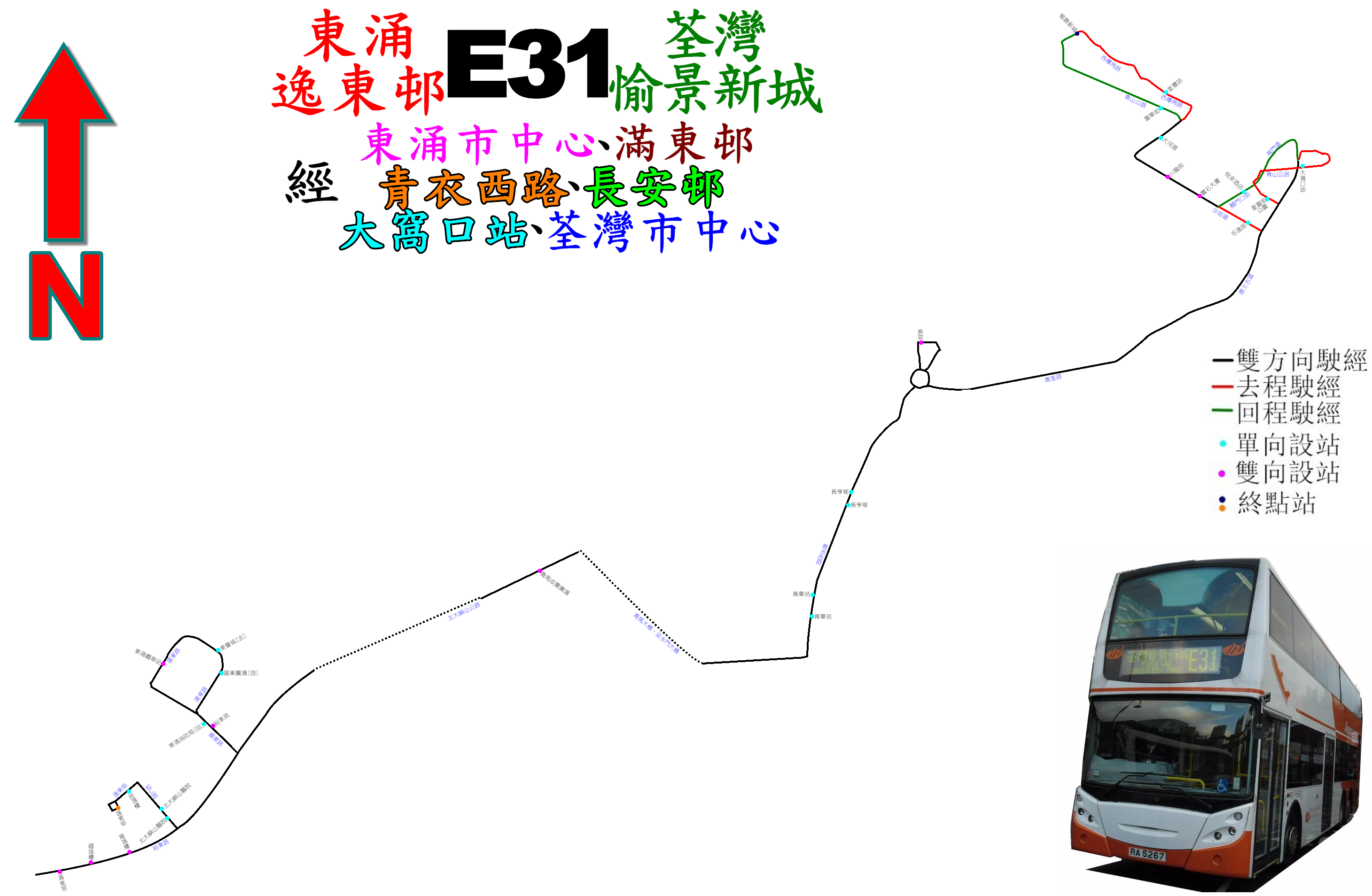
E31線的走線圖

荃灣（愉景新城）開經：美環街、西樓角路、大河道、沙咀道、德士古道、荃富街、關門口街、青山公路、國瑞路、德士古道北、德士古道、青荃路、擔杆山交匯處、青敬路、長安巴士總站、擔杆山路、擔杆山交匯處、楓樹窩路、青衣西路、長青公路、青衣西北交匯處、青嶼幹線、北大嶼山公路、東涌海濱路、順東路、達東路、順東路、裕東路（西行）、掉頭、裕東路（東行）、松仁路及逸東街。
東涌（逸東邨）開經：逸東街、松仁路、裕東路（西行）、掉頭、裕東路（東行）、順東路、達東路、裕東路、北大嶼山公路、青嶼幹線、青衣西北交匯處、長青公路、青衣西路、楓樹窩路、擔杆山交匯處、青敬路、長安巴士總站、擔杆山路、擔杆山交匯處、青荃路、德士古道、德士古道北、城門道、關門口街、沙咀道、大河道、青山公路、荃景圍及美環街。

### 沿線車站
| 荃灣（愉景新城）開 | 荃灣（愉景新城）開         | 荃灣（愉景新城）開     | 東涌（逸東邨）開 | 東涌（逸東邨）開           | 東涌（逸東邨）開       |
| 序號               | 車站名稱                   | 位置                   | 序號             | 車站名稱                   | 位置                   |
| ------------------ | -------------------------- | ---------------------- | ---------------- | -------------------------- | ---------------------- |
| 1                  | 愉景新城巴士總站           | 愉景新城公共運輸交匯處 | 1                | 逸東邨巴士總站             | 逸東邨公共交通總站     |
| 2                  | 荃灣站                     | 西樓角路               | 2                | 北大嶼山醫院               | 松仁路                 |
| 3                  | 大河道                     | 大河道                 | 3                | 滿東邨                     | 滿東邨巴士總站         |
| 4                  | 川龍街                     | 沙咀道                 | 4                | 逸東邨福逸樓               | 裕東路                 |
| 5                  | 寶石大廈                   | 沙咀道                 | 5                | 逸東邨雍逸樓               | 裕東路                 |
| 6                  | 名逸居                     | 沙咀道                 | 6                | 東涌消防局                 | 順東路                 |
| 7                  | 荃富街公園                 | 荃富街                 | 7                | 東涌纜車站                 | 達東路                 |
| 8                  | 大窩口站                   | 青山公路－葵涌段       | 8                | 富東廣場                   | 達東路                 |
| 9                  | 青衣轉車站－長安總站（A7） | 長安巴士總站           | 9                | 裕東苑                     | 順東路                 |
| 10                 | 長亨邨                     | 青衣西路               | 10               | 青嶼幹線轉車站（N4）       | 北大嶼山公路           |
| 11                 | 青華苑                     | 青衣西路               | 11               | 青華苑                     | 青衣西路               |
| 12                 | 青嶼幹線轉車站（A2）       | 北大嶼山公路           | 12               | 長亨邨                     | 青衣西路               |
| 13                 | 東涌纜車站                 | 達東路                 | 13               | 青衣轉車站－長安總站（A6） | 長安巴士總站           |
| 14                 | 東薈城                     | 達東路                 | 14               | 悅來酒店                   | 關門口街               |
| 15                 | 裕東苑                     | 順東路                 | 15               | 寶石大廈                   | 沙咀道                 |
| 16                 | 滿東邨                     | 滿東邨巴士總站         | 16               | 川龍街                     | 沙咀道                 |
| 17                 | 逸東邨福逸樓               | 裕東路                 | 17               | 富華街                     | 青山公路－荃灣段       |
| 18                 | 逸東邨雍逸樓               | 裕東路                 | 18               | 愉景新城巴士總站           | 愉景新城公共運輸交匯處 |
| 19                 | 逸東邨美逸樓               | 松仁路                 |                  |                            |                        |
| 20                 | 逸東邨居逸樓               | 逸東街                 |                  |                            |                        |
| 21                 | 逸東邨巴士總站             | 逸東邨公共交通總站     |                  |                            |                        |

## 客量
此路線為連接東涌市中心及荃灣的主要路線，需求甚大，收費低廉，客量甚高，經常頂閘。在2019年取消繞經東涌北之前，不少青衣前往逸東邨的乘客往往難以登車。因此同樣服務荃灣及東涌北的繁忙時間路線E32A，獲提升至全日行走，替代此路線在東涌北的服務，改善無法登車的情況。重組實施後，此路線客源得以集中於東涌西及市中心，亦因市中心來往荃灣的車程獲縮短，更吸納了原本乘搭鐵路往返荃灣的乘客。

## 重大事件
2012年8月26日08:15，一輛往東涌逸東邨的E31線富豪B9TL（703／MY8612），沿荃灣大河道往海旁方向而行，至沙咀道交界，失控撞倒一名正橫過馬路的70歲老婦，老婦被撞後彈上安全島，昏迷倒臥地上；巴士繼而再衝前，剷上荃新天地商場行人路，先撞毀行人路一個電箱，再撞傷一男一女途人，然後衝入一期商場通道及一間店舖，車頂被天花板擱住，未致全車衝入商場內。巴士車長及車上一名外籍女乘客亦告受傷，途人見狀報警。消防處接報，派出多輛消防車及救護車到場拯救，將五名傷者送院醫治。警方正調查意外原因。

## 外部連結
- 龍運E31線－龍運巴士 （页面存档备份，存于）
- 龍運E31線－i-busnet.com （页面存档备份，存于）
- 龍運E31線－681巴士總站 （页面存档备份，存于）